# Eclipse solar del 3 de noviembre de 2013
El eclipse solar del 3 de noviembre de 2013 fue un eclipse híbrido de Sol (en algunas regiones es total y en otras anular) con una magnitud de 1,0159.
Su totalidad fue visible desde el norte del Océano Atlántico al este de Florida, de Gabón y África, con un máximo de 1 minuto 39 segundos visible desde el Océano Atlántico al sur de Costa de Marfil y Ghana.